# Chhibramau
Chhibramau ist eine Stadt im indischen Bundesstaat Uttar Pradesh.
Die Stadt ist Teil des Distrikts Kannauj. Chhibramau hat den Status eines Nagar Palika Parishad. Die Stadt ist in 25 Wards gegliedert. Sie hatte am Stichtag der Volkszählung 2011 61.444 Einwohner, von denen 31.661 Männer und 29.325 Frauen waren. Hindus bilden mit über 73 % die Mehrheit der Bevölkerung in der Stadt. Die Alphabetisierungsrate lag 2011 bei 79,14 %.
Die Stadt liegt entlang des National Highway 91 (Grand Truck Road) auf der Strecke von Delhi nach Kanpur.